# Хоо Мару
Хоо Мару (яп. 鳳凰丸) — фрегат в западном стиле, построенный по приказу правительства Сёгуната Токугавы в период Бакумацу в Японии в ответ на экспедицию командора Перри и увеличения количества иностранных военных кораблей в территориальных водах Японии.